# Побуна легионара и Букурешки погром
Побуна легионара и Букурешки погром су се догодили у Букурешту у Румунији, између 21. и 23. јануара 1941. Румунски кондукатор, Јон Антонеску је укинуо привилегије Гвозденој гарди, што је довело до побуне припадника ове организације, познатих као легионари. Током побуне и погрома који је уследио, припадници Гвоздене гарде су убили 125 Јевреја, а у сукобима са њима је погинуло и 30 припадника војске. Након побуне, Гвоздена гарда је забрањена, а 9.000 њених припадника је затворено.

## Позадина
Након Првог светског рата, Румунија је стекла многе нове територије, што ју је начинило „Великом Румунијом“. Међутим, нове територије су стигле уз услов да се обезбеде права етничким мањинама. На новим територијама, посебно Бесарабији и Буковини, је живео велики број Јевреја, који су били уочљиви због свог начина облачења, обичаја, и језика. Интелектуалци, разне политичке партије и верске вође су предводиле антисемитистичку кампању; многи од њих су се касније сврстали са Нацистичком Немачком.
Споразум Рибентроп-Молотов из августа 1939. је дао зелено светло Совјетском Савезу да поново присвоји Бесарабију и Северну Буковину у јуну 1940. (види Совјетски ултиматум из јуна 1940. и Совјетска окупација Бесарабије и Северне Буковине), а у августу 1940, немачко-италијанско посредовање у спору Румуније са Мађарском око Трансилваније (које је довело до Друге бечке арбитраже), и са Бугарском око Добруџе (које је довело до Крајовског споразума), довело до тога да велики делови Румуније буду предати назад Мађарској и Бугарској.
Током повлачења румунске војске из Бесарабије, неки припадници локалног становништва су исказивали своју радост. Такође су забележени и напади локалног становништва на војнике. Разни извештаји говоре о нападима на војнике који су се повлачили, које су извели Јевреји, мада је истинитост ових извештаја под знаком питања, а за неке извештаје је доказано да су лажни. Такође, иако су у извештајима сви они означени као Јевреји, међу онима који су славили и изводили нападе је било и Украјинаца, Руса, симпатизера комуниста, криминалаца пуштених из затвора, као и етничких Румуна. Ови извештаји, невезано за њихову истинитост, су значајно допринели да се многи Румуни окрену против Јевреја, и да ојачају постојећа антисемитска осећања.

Румуни су били исфрустрирани због предавања толиких територија без рата, и положај режима је значајно ослабио. Влада је, уз подршку штампе, искористила Јевреје као жртвеног јарца: 
Суочени са изузетно озбиљном кризом и сумњајући да њихов режим може да преживи, званичници румунске владе су претворили Јевреје у политички „громобран“, каналишући народно незадовољство према овој мањини. За овај извештај је значајна реакција румунске штампе, чији је бес био усмерен више према Јеврејима него према Совјетима, правим агресорима. Ако се узме у обзир да је румунска штампа била цензурисана 1940, влада је морала да има улогу у стварању ове пристрасности. Типичан облик стварања жртвеног јарца унапред су биле претње јеврејским вођама да румунске власти могу да покрену акте репресије против Јевреја.
Антисемитско законодавство је почело „Јеврејским кодексом“ у Румунији, и успостављањем владе Националне легионарске државе, која је покренула доношење закона о румунизацији, који су лишили Јевреје имовине, омогућили њено прераспоређивање присталицама новог режима, сварајући атмосферу у коме је антисемитизам посматран као легитиман, чак и добродошао.
Политички, контрола је била у рукама кондукатора Јона Антонескуа, и антисемитске фашистичке владе, коју је саставио Хорија Сима. Сима је предводио паравојни легионарски покрет, Гвоздену гарду (која је првобитно носила име Легија Арханђела Михајла). Пљачка јеврејске имовине од стране Гвоздене гарде је доводила до великих напетости између двојице владара. Антонеску је сматрао да је пљачка вршена на начин који је био штетан за румунску привреду, и да украдена имовина не користи влади, већ само легионарима и њиховим сарадницима. Поред јеврејског питања, легионари, који су стекли моћ након много година прогона од стране бившег режима краља Карола II (који је чак убио њиховог бившег вођу, Корнелијуа Кодреануа), су били осветољубиви према свима који су били блиски режиму.

## Припреме за побуну
Несугласице између Антонескуа и Гвоздене гарде око пљачке јеврејске имовине се нису тицале саме пљачке, већ начина на који се пљачка спроводи и коначног одредишта украдене имовине. Антонеску је сматрао да пљачка треба да се спроводи путем експроприације, постепено, кроз уређен процес доношења антисемитских закона. 
… легионари су хтели све, и хтели су све одмах; Антонеску, који јесте делио исти циљ, је намеравао да га постигне постепено, коришћењем других метода. Вођа је ово јасно истицао у обраћању министрима које је поставила Легија: 'Да ли заиста мислите да можемо да заменимо све Жидове моментално? Владини изазови се решавају један по један, као у партији шаха.'
Легионари су били нестрпљиви да опљачкају што више, што је брже могуће, користећи методе који су се заснивали не на закону већ на терору, убиствима и мучењу. Сем тога, легионари су имали додатне несугласице и са немачком мањином у Румунији.
По законима о румунизацији, Јевреји су били присиљени да продају многе своје радње, што су многи Румуни користили да купе ову имовину по врло ниској цени. Немачка мањина је увела одређени ниво конкуренције, нудећи Јеврејима боље цене од оних које су нудили легионари (у просеку, петину реалне вредности). Локални Немци су имали капитал који су добили на зајам из Немачке, румунски новац плаћен Немцима за стационирање немачких трупа на румунској територији (у циљу заштите од Совјета). Антонеску је захтевао да легионари прекину са коришћењем своје тактике терора, а легионари су почели да кују заверу да збаце Антонескуа и преузму сву власт у држави.
Првобитно, легионари су почели да руше Антонескуов углед, помињући његове породичне везе са Јеврејима (његова маћеха и бивша супруга са којом се венчао док је био у дипломатској мисији у Француској, су биле Јеврејке). Такође су га оптужили да је повезан са масонима. Нацистичка пропаганда је тврдила да су масони непријатељи човечанства, по покварености одмах иза Јевреја.
У двадесет дана који су претходили побуни, ниво антисемитске пропаганде се значајно подигао. Коришћена су сва средства која су легионари имали на располагању. Пропаганда је истицала потребу да се реши „Јеврејски проблем“. Хорија Сима и његови саборци су желели подршку од нацистичког режима у Немачкој, неговали су идеолошке сличности свог покрета са нацистичким покретом, и имали су пуно присталица у нацистичком режиму.
Генерал Антонеску, који је уживао подршку румунске војске, састао се са Хитлером 14. јануара 1941. у Немачкој. Током овог састанка, Антонеску је обећао Хитлеру подршку Румуније у долазећем немачком сукобу са Совјетским Савезом, и придобио Хитлерово прећутно одобравање да елиминише своје супарнике у легионарском покрету. Између 17. и 19. јануара, легионарски покрет је одржао серију „предавања“ широм Румуније, замишљених да демонстрирају националсоцијалистичку природу свог покрета, и да покажу своју лојалност Хитлеру.
Антонеску је предузео мере да ублажи акције лагионара, и 19. јануара је издао наређење којим се укида позиција комесара за румунизацију, која је представљала добро плаћен положај који су заузимали легионари. Додатно, Антонеску је отпустио особе одговорне за акте терора које су починили легоинари, од министра унутрашњих послова, до командира сигурносне полиције и полиције Букурешта. На њихово место је поставио лојалне људе из војске. Војска је такође преузела контролу над стратешким објектима, као што су телефонске централе, полицијске станице и болнице. Окружни официри, легионари, су позвани у престоницу због важних економских консултација, и ухапшени су усред састанка.

## Побуна
Дана 20. јануара 1941, немачког официра (сматра се да је то био мајор Деринг, шеф Абвера за Балкан) је у Букурешту убио један држављанин Грчке. Ово убиство је и данас нерасветљено, али оно је било варница која је запалила побуну легионара. Као што је већ речено, Антонеску је сменио командире сигурносне полиције и полиције Букурешта и на њихово место поставио лојалне људе, али њихови подређени, који су примали наређења од Хорије Симе, нису дозволили новим командирима да преузму контролу. Наоружани легионари су заузели Министарство унутрашњих послова, полицијске станице и друге зграде владе и локалне владе, и отворили ватру на војнике који су покушали да преузму контролу над овим зградама.
Антонескуово обраћање јавности, са циљем да се јавност умири, није било објављено нити емитовано, јер су медији били под контролом легионара. Легионари су позивали народ да се дигне против масона и Јевреја (циљајући на Антонескуове породичне везе). Вође легионара, на челу са Хоријом Симом, су се повукле у илегалу. Легионари су организовали масовне регрутације у околним селима, и маса сељака је поплавила улице Букурешта, у одговору на позив да се земља одбрани од Јевреја и масона. Легионари су преузели бензинске станице и танкере, и користили бурад са запаљеном нафтом у борби против војника. Само 15 лојалних официра је остало са Антонескуом у његовој палати. Током два дана, румунска војска је покушавала да се одбрани и да опседне упоришта легионара, али није започињала нападе. За то време, легионари су издавали саопштења у којима се тврдило да су се Јевреји „побунили“. У данима побуне, легионарске новине (једине које су штампане у то време) су спроводиле оштру пропаганду против Јевреја. На дну чланака се појављивао мото — „Знате у кога да пуцате“.

## Букурешки погром
Букурешки погром није био нуспроизвод побуне, већ паралелан догађај, свесно организован да се да легитимитет побуни, и да се противници легионара изједначе са симпатизерима Јевреја.
Многе групе су учествовале у нередима усмереним против Јевреја: полицајци лојални легионарима, разне легионарске организације, раднички и студентски синдикати, средњошколци, Роми и криминалци. Напади на две јеврејске општине (Дудешт и Вакарешт) су почели два сата пре побуне. Министар Василе Јашиншчи (рум. Vasile Iasinschi) је дао наређење да се запале јеврејска насеља, и маса је јурнула на јаврејске домове, синагоге и друге институције. Легионарски штабови су постали мучитељски центри, и Јевреји су отимани из својих домова и одвођени тамо. Јеврејске куће су паљене, а Јевреји су одвођени и мучени и отимана им је имовина, а јеврејске жене су силоване. Јевреји су убијани насумично, али и у планираним егзекуцијама. Неки Јевреји су бацани са горњих спратова зграде полицијског штаба, а други су убијани у кланицама. Војници нису учествовали у погрому, као ни полицајци који су били лојални Антонескуу. Ти полицајци су морали да предају своје оружје и униформе, и ухапшени су.
Мучења су трајала сатима, па чак и данима и ноћима, са мучитељима који су се смењивали. Јеврејима је отимана сва имовина коју су имали код себе, понекад чак и одећа. Под мучењем су приморавани да открију где им се налази скривена имовина, лична или заједничка, а затим су често убијани, као што се десило са благајником заједнице. Пре убијања су терани да исписују лажне самоубилачке поруке.
Прогон је предводио Мирчеа Метровическу (рум. Mircea Petrovicescu), син министра унутрашњих послова кога је Антонеску сменио, који је лично учествовао у мучењима. у погрому су такође учествовале и жене легионари; преживели су сведочили о њиховом учешћу у мучењима, и да су неке од њих биле међу најсуровијим мучитељима. По наводима сведока, легионарке су скидале јеврејске мушкардце и тукле их по гениталијама.
Дана 23. јануара, неколико сати пре него што је побуна угушена, група легионара је насумично изабрала 15 Јевреја. Камионима су их одвезли у локалну кланицу, где су их убили. Петоро Јевреја, укључујући петогодишњу девојчицу су живи обешени на касапске куке. Били су мучени и на крају убијени. Кланица је након тога била затворена недељу дана док није била очишћена. Када је Антонеску наложио војном тужиоцу да истражи догађаје у кланици, он је известио да
„је препознао троје својих познаника међу 'професионално мученим' лешевима (правник Мило Бејлер и браћа Рауш)“. Додао је да су „тела мртвих висила са кука које су користили касапи“.
О догађајима у кланици, румунски писац Виргил Георгију је касније писао:
„У великој хали кланице, где је сточно месо висило да би било сечено, сада су били голи људски лешеви … На неким лешевима је стајао натпис 'кошер'. То су били лешеви Јевреја. … Моја душа је била укаљана. Стидео сам се самог себе. Стидео сам се тога што сам Румун, попут криминалаца из Гвоздене гарде.“
Током погрома, 125 Јевреја из Букурешта је убијено: 120 тела је нађено, а локација преосталих 5 је остала непозната. Могуће је да су страдали и неки од Јевреја који нису из Букурешта али су се затекли у граду.<ref name="motlc">Легионари су палили јеврејске синагоге и славили око њих док су гореле.
Током нереда, 1.274 пословних објеката, радњи, радионица и домова је озбиљно оштећено или уништено. Након гушења побуне, војска је однела плен легионара у 200 камиона (не рачунајући новац и накит). Неке синагоге су делимично сачуване.

## Гушење побуне
Током трајања побуне, Антонеску је избегавао директан сукоб са легионарима, али је довео војне јединице, укључујући и 100 тенкова из других градова у Букурешт. Како се хаос ширио, што је забринуло чак и Хитлера, кога је Румунија занимала као савезник, ужасна слика погрома је постала јасно видљива. Како су се приче шириле, бес војника према легионарима је растао (легионари су нападали заробљене војнике, скидали им униформе, неколико њих је чак спаљено). Када је Антонеску осетио да је дошао одговарајући тренутак, дао је наредбу да се побуна угуши. Војска, коју је предводио генерал Илије Штефлеа, угушила је побуну за неколико сати без пуно тешкоћа. Легионари нису могли да се одбране од војске која је имала надмоћно наоружање. Војници су јуришали на положаје легионара, а легионари су бежали. Током сукоба, 30 војника је погинуло и још стотину је повређено. Погинуло је приближно 200 легионара, мада је каснијих година Хорија Сима тврдио да их је погинуло 800.
Кад је побуна сузбијена, Антонеску се обратио јавности путем радија, обзнанивши „истину“, али не помињући погром. Тражио је од немачког гарнизона, који се није мешао током трајања побуне, да покаже своју подршку. Немачке трупе су промарширале улицама Букурешта, зауставивши се пред зградом премијера, где су поздравиле Антонескуа.
Након пораза легионара, плима се окренула и опортунисти који су им се придруживали су побегли. Штампа је престала да подржава легионаре, али је остала антисемитски настројена. Неки од вођа легионара, укључујући Хорију Симу, су побегли у Немачку. Око 9.000 припадника легионарског покрета је осуђено на затворске казне. Легионари који су предводили антисемитски талас у Румунији су пали и никад више нису повратили своју моћ. Међутим, антисемитски покрет је опстао и без њих, мада је доживео привремени пад како је румунска јавност постепено откривала зверства почињена током погрома у Букурешту. Неколико месеци касније, ти злочини су избледели у поређењу са оним током погрома у Јашију. Један од вођа погрома, Валеријан Трифа, је постао свештеник и емигрирао у Сједињене Државе, али му је 1982. одузето америчко држављанство, и напустио је Сједињене Државе како не би био депортован.